# Cindy McCain
Cindy Lou Hensley McCain (Phoenix, 20 de maig de 1954) és una empresària, filantropa i humanitària estatunidenca. És vídua del senador i candidat republicà a la presidència, John McCain, i mare de la comentarista i presentadora de televisió Meghan McCain.
McCain va néixer a Phoenix com a filla del distribuïdor de cervesa Jim Hensley. Després de graduar-se per la Universitat del Sud de Califòrnia, es va convertir en professora d'educació especial. Es va casar amb John McCain el 1980 i la parella es va traslladar a Arizona el 1981. El seu marit va ser elegit membre de la Cambra de Representants dels Estats Units el 1983 i reelegit cinc vegades més. La parella va tenir tres fills junts, a més d'adoptar-ne un altre. Des del 1988 fins al 1995, va fundar i dirigir una organització sense ànim de lucre, l'American Voluntary Medical Team, que organitzava viatges de personal mèdic a zones del tercer món afectades per catàstrofes o devastades per la guerra.
Després de la mort del seu pare el 2000, va heretar el control majoritari i va esdevenir presidenta de Hensley & Co., un dels distribuïdors de cervesa Anheuser-Busch més grans dels Estats Units. Va participar en les dues campanyes presidencials del seu marit i, el 2008 analitzar la seva aparença, comportament, riquesa, despeses i obligacions financeres. Continua sent una filantropa activa i forma part dels consells d'Operation Smile, Eastern Congo Initiative, CARE i HALO Trust, i ha realitzat freqüentment viatges a l'estranger per donar suport a aquestes activitats. Durant la dècada de 2010, ha esdevingut una figura destacada en la lluita contra el tràfic de persones. Des del 2017 fins a la seva mort l'any següent, va acompanyar el seu marit després del diagnòstic d'un glioblastoma.

## Premis i distincions
McCain va ser entrar a formar part del Saló de la Fama de les Dones d'Arizona el 2019. Ha estat proclamada en dues ocasions com a doctor honoris causa.